# ألاغياز
ألاغياز (بالإنجليزية: Alagyaz) هي مدينة تقع ضمن مقاطعة آراغاتسوتن في أرمينيا. يبلغ عدد سكانها نحو 529 نسمة، وذلك وفقًا لتعداد عام 2011م. يشكّل الأكراد اليزيديون الغالبية العظمى من سكان المدينة.